# Dying Light 2: Stay Human
Dying Light 2: Stay Human — компьютерная игра в жанре survival и Action/RPG от первого лица с открытым миром, разработанная польской компанией Techland для консолей PlayStation 4, PlayStation 5, Xbox One, Xbox Series X/S, Nintendo Switch и Windows. Продолжение игры Dying Light 2015 года.

## Игровой процесс
Dying Light 2 Stay Human является игрой в жанре Action/RPG с видом от первого лица. Действие игры происходит в открытом мире, площадь которого примерно в 4 раза больше площади всех локаций в первой Dying Light. Игровой мир состоит из 7 различных районов, но, в отличие от прошлой части, не разделен на несколько отдельных локаций. Игровой мир динамически изменяется в зависимости от принятых игроком решений. Как и в прошлой части, для перемещения по городу игрок может использовать паркур, а также наземные транспортные средства, ранее дебютировавшие в дополнении The Following  для первой части.
В первоначально выпущенной версии Dying Light 2 отсутствовало какое-либо доступное игроку огнестрельное оружие — игрок мог использовать лишь различные виды оружия ближнего боя, а также приспособления, такие как крюк-кошка. В дополнении Firearms Update, выпущенном в феврале 2024 года, в игру всё-таки было добавлено огнестрельное оружие. Игроку противостоят различные виды противников: как люди, так и зомби.
В игре присутствует кооперативный режим. Согласно заверениям разработчиков, из-за нелинейности сюжета один из игроков должен служить хостом — гости будут исследовать открытый мир в той вариации, которая существует у хозяина, и некоторое оружие и инструменты, открывающиеся в другой сюжетной ветке, будут недоступны.

## Сюжет
Действие Dying Light 2 Stay Human происходит через 21 год после вспышки зомби-вируса в Харране. В 2015 году учёные мира, объединив усилия, нашли лекарство от харранского вируса. Когда заболевание было обуздано, ВГМ втайне от всех продолжила исследовать вирус для военных целей. Как итог — в 2021 году боевой штамм харранского вируса вырывается на свободу, очень быстро положив конец человеческой цивилизации.
В 2036 году главный герой, пилигрим Эйден Колдуэлл, отправляется в путешествие в город Вилледор, последний стоящий город на Земле, на поиски своей потерянной сестры Мии. Игра начинается с того, как Эйден выбегает из туннеля на окраину Вилледора, где его встречает ставший пилигримом постаревший Спайк — давний друг Эйдена, а до того — Кайла Крейна. Спайк рассказывает о том, что ему удалось связаться с человеком, который знает Вальца — человека, который разлучил Эйдена с Мией. Вальц проводил эксперименты над детьми до того момента, пока на лабораторию ВГМ не напали. С того момента Эйден и пытается найти Мию. Эйден добирается до убежища, связывается с информатором и проникает в тоннели, через которые можно попасть в Вилледор. В тоннелях Эйдена кусает прыгун, но его спасает информатор. Пока Эйден был без сознания, на информатора напали ренегаты. Придя в себя, Эйден спасает информатора. Тот отдаёт ему ключ ВГМ, за которым охотятся ренегаты во главе с Вальцем. С помощью ключа можно открывать двери, которые ранее были закрыты. Информатор просит найти некую Лоан, которая может помочь. Эйден лезет в вентиляцию, которую закрывает информатор, после чего его убивают ренегаты. Вирус начинает проявлять себя и ренегаты замечают Эйдена. Ему удаётся уйти, он попадает на Базар. Здесь его чуть не убивают за отсутствие биомаркера — устройства, показывающего прогрессирование зомби инфекции. Его спасает Хакон, бывший Ночной Бегун, который рассказывает о том, что в Вилледоре все заражены и носят биомаркеры. Он поручает Эйдену забрать биомаркер из больницы. В больнице Эйден видит воспоминания, где он и его сестра Мия находились в похожей больнице ВГМ, где над ними ставили эксперименты учёные, одним из которых был Вальц. Достав биомаркер, Эйден с Хаконом решают отправиться в Сентрал-Луп, центр Вилледора. Однако им это не удаётся. Метро, которое соединяет Старый Вилледор и Новый, а также является единственной возможностью перемещаться между двумя частями города, ведь между ними разлиты химикаты, которые смертельно опасны, закрыто. Его контролируют Миротворцы, одна из фракций города. У Миротворцев убивают их лидера — Лукаса. Те, чтобы найти убийцу, закрывают проход в тоннели метро. Айтор, новый лидер Миротворцев в Старом Вилледоре, отправляет Эйдена на поиски убийцы. Эйден направляется на Базар — убежище выживших, которым руководит Карл. Эйден, чтобы втереться в доверие к «базарным», начинает работать на Софи. Работая на Выживших, одну из фракций, Эйден узнаёт, что Миротворцы ущемляют выживших, забирая их припасы. Позже у Выживших появляются проблемы. Их водонапорную башню захватывают бандиты и берут в плен Карла. Герой спасает Карла. За Эйденом остаётся выбор: помочь Выжившим в борьбе с Миротворцами или найти убийцу Лукаса среди Выживших.
Если герой помогает Выжившим, то он отбив водонапорную башню, отдаст её Выжившим. После его отправят на подрыв ветряка Миротворцев — единственного источника энергии в этой части города. Подорвав ветряк, на Эйдена нападут Миротворцы. Вернувшись на Базар, мы спасаем Выживших. После схватки с Андерсон, главный герой отправляется к Хакону.
Если герой помогает Миротворцам, то он отдает водонапорную башню Миротворцам. Эйден идёт в отель и находит у брата Софи — Барни — кусок плоти Лукаса. Появляется Айтор и арестовывает его. На допросе тот ничего не рассказывает. Хакона с Эйденом пропускают через тоннель. Но неожиданно отключается свет, потому что Выжившие взорвали ветряк. Хакон пропадает, а Эйден оказывается в ловушке. Тут ему выбраться помогает Андерсон — одна из Миротворцев. Эйден, выбирается на поверхность, где встречает сбежавшего Барни. Убив его, он добирается до лифта, где застряла Андерсон. Но спасти её не успевает и отправляется к Хакону.
Добравшись до Хакона, Эйден узнаёт, что он убил Лукаса. На Хакона нападает снайпер. Догоняя его Эйден узнаёт, что снайпер — девушка. Спустя некоторое время с ним связывается та фракция, какой Эйден помогал. Выжившие/Миротворцы сообщают ему о южном тоннеле, через который можно попасть в Сентрал-Луп.
Попав в тоннель, Эйден доходит до генератора. Включив его, двери открываются и появляются Миротворцы во главе с Айтором. Если Эйден помогал Выжившим, то Айтор будет зол на Эйдена. Если Миротворцам, то Айтор будет рад видеть Эйдена. Двери в тоннеле закрываются, и Эйден отправляется искать причину. Запустив уже другой генератор, он возвращается назад и замечает Миротворцев, которые окружили Вальца. После короткого разговора тот расправляется с Миротворцами с нечеловеческой силой. Повалив Эйдена, Вальц бьет его и Эйден теряет сознание.
Спустя какое-то время Эйден приходит в себя и застаёт ренегатов. Начинается драка, в ходе которой Эйден превращается в существо, которое способно легко расправиться со всеми. Через время Эйден приходит в себя, окруженный трупами. Он начинает преследовать Вальца и добирается до него. В ходе схватки Вальца ранит девушка-снайпер и Эйден вместе с ней спасается от Вальца. Вальц же превращается в зомби, сохраняя рассудок. Начинается погоня через тоннели. Эйдену удаётся уйти вместе со снайпером. Снайпером оказывается Лоан. Эйден рассказывает ей о ключе ВГМ.
Выйдя наружу, герои застают момент, когда во всём городе включается свет. Лоан обеспокоена этим, ведь более 15 лет в городе не было электричества. Но свет отключается через время. Лоан даёт Эйдену старый параплан. Эйден с Лоан разделяются. Эйден идёт к одной электростанции, а Лоан к другой.
Добравшись до электростанции, Эйден встречает Миротворцев. На них нападают ренегаты. Эйден проникает внутрь и запускает генераторы. После этого он решает: отдать электростанцию Выжившим или Миротворцам. После электростанции Эйден добирается до бара «Рыбий Глаз». Тут он знакомится с Фрэнком, бывшим лидером Ночных Бегунов, которые почти все погибли на телебашне. Неожиданно на бар нападают Ренегаты. Эйден расправляется с ними, а после не даёт пушкам Ренегатов выстрелить. Ренегаты проникают в «Рыбий Глаз» и захватывают Фрэнка. Эйден пытается освободить его и едва не погибает. Его спасает Джек Мэтт — лидер Миротворцев. Эйдену поручают задание: доставить письмо Джека лейтенанту Роу — лидеру блокпоста Миротворцев.
Эйден доставляет письмо. После он добирается до главной базы Миротворцев. Поговорив с Джеком, Эйден также узнаёт, что Айтор выжил. Джек рассказывает, что знает учёного ВГМ, который мог бы помочь в поиске Мии. Также Джек рассказывает о ренегатах, которые в последние время активизировались. Миротворцы, чтобы победить ренегатов, планируют забраться на телебашню, чтобы создать своё радио для пропаганды. Эйден отправляется к Хуану за УФ-шками — ультрафиолетовыми лампами.
Хуана не оказывается на месте. Эйден добирается до бара «Рыбий Глаз». Хуан оказывается в баре. Он отправляет Эйдена на поиски пропавшего отряда. Эйден находит несколько человек и спасает их от зомби. Далее он находит ещё пару человек, которые протягивали канаты к небоскрёбу. Эйден забирается на высотку и находит там лампы. Но появляются зомби. Придя в себя, Эйден расправляется с ними. По возвращении к Хуану, тот рассказывает, что на телебашне опасно, ведь Ночные бегуны уже пробовали захватить её, но у них ничего не вышло.
Эйден оказывается участником операции по захвату телебашни. Его задача: залезть на самый верх и включить антенну. По дороге к телебашне, с ним связывается Роу. Он рассказывает, что группа, которая должна была захватить электростанцию для обеспечения энергией телебашни, не выходит на связь. Эйден прибывает к электростанции и разбирается с ренегатами, запускает генераторы. После этого Эйден доходит до телебашни. Свет выключается. Роу и Эйден отправляются к генераторам. Запустив их, они разбивают лагерь и ждут Джека Мэтта. Когда он приходит, Эйден, Миротворцы, Роу едут на лифте. Свет опять выключается и лифт останавливается. Джек сообщает, что электричества не будет, пока генераторы не починят. Группе приходится идти пешком. Вержбовски, один из Миротворцев, выходит на разведку. Неожиданно к нему подбегает зомби, которой в мгновение взрывается. Со всех сторон появляются такие зомби. Роу успевает оттолкнуть Эйдена, прежде чем взрывается зомби. Эйден теряет сознание. Придя в себя, он вступает в схватку с зомби, снова превращаясь в существо. После он находит Роу, который отдаёт ему передатчик и умирает. Эйден связывается с Джеком, докладывая о произошедшем. После с ним связывается Лоан, которая просит его вернуться. Она пытается расспросить Фрэнка про телебашню, но тот только говорит ей, что Эйден уже труп. Лоан отправляется к Эйдену. Фрэнк ругает его за это, но подсказывает способ попасть наверх. Эйдену удаётся забраться на телебашню и добраться к антенне. Перед ним стоит выбор, кому передать контроль над передатчиком:
Если Эйден отдаст Миротворцам контроль, то те создадут радио и будут вести пропаганду. После, Эйден также поможет им активировать другие антенны. Потом Эйден получит информацию по поводу учёного ВГМ.
Если отдать контроль Миротворцам, но с жучком Хуана, который Эйден может получить ранее, то тот будет прослушивать их. Джек Мэтт также поможет найти учёного.
Если отдать Фрэнку и Выжившим, то Фрэнк создаст «Радио Новой Надежды». Потом он попросит Эйдена активировать антенны для прослушивания ренегатов и поиска учёного ВГМ.
Эйден идёт на встречу с Хаконом в храм. Он оказывается предателем. Эйден может убить его или пощадить. Потом Эйден добирается до бара, где Фрэнк принимает Лоан в группу Ночных Бегунов. В старом Вилледоре Эйден находит учёного ВГМ, Веронику и отправляется с ней к обсерватории. В обсерватории никакой информации по Мии нет. Ренегаты вместе с Вальцем добираются до Эйдена с Вероникой. Во время схватки Эйден временно обращается и убивает Веронику. Вальц забирает ключ.
Утром происходит первый удар ракетами. Выжившие и Миротворцы думают, что это лидер ренегатов — Мясник. Они договариваются о встрече. Фрэнка ранят ядовитой стрелой и он выживает/умирает. Эйден проникает в крепость ренегатов, где узнаёт, что Вальц больше не работает с Мясником. На пути к X-13 на Эйдена нападают Миротворцы. Но появляются Ночные бегуны и останавливают их. Эйден добирается до X-13, где атакует Вальца. В процессе боя выясняется, что воспоминания Эйдена были запутаны и неполны. Вальц оказывается отцом Мии, которую он хотел спасти и вылечить. Появляется Мия и останавливает их. Ключ ВГМ попадает в кислоту и ломается. Ракеты начинают взлетать, но их подрывает Лоан, которая погибает/выживает. Вальц умирает, а Эйден успевает уйти из X-13 с Мией. Но она умирает через пару часов.
Через некоторое время в Вилледор приходит Спайк. Он выясняет, что Эйден покинул Вилледор и ушёл в путь один/с Лоан/Хаконом. Город достаётся либо Миротворцам, которые устанавливают жестокие меры, либо Выжившим, которые остаются свободными под покровительством Ночных бегунов. Базар процветает, если он остался цел.

## Разработка
Dying Light 2 Stay Human разработана и опубликована компанией Techland. Команда намеревалась вызвать чувство потери и страха у игрока. Разработчики хотели показать страх того, что человечество находится на грани вымирания. Чтобы показать человеческую хрупкость, команда представила несколько слоёв города, в которых временные сооружения построены поверх руин старых зданий для размещения людей, в то время как постоянные сооружения и бетонная земля заняты огромными ордами зомби. При создании города команда использовала внутреннюю технологию CityBuilder, которая может собирать различные части здания, такие как выступы и окна, с минимальным участием дизайнеров уровней. Технология позволила команде быстро создать и изменить дизайн города. Команда также создала новый движок под названием C-Engine для запуска игры.
Разработчики хотели сделать больший акцент на повествовании по сравнению со своей предыдущей игрой. Команда обратилась к Крису Авеллону, чтобы помочь написать историю игры, которая развивается на основе действий игрока. Команда чувствовала, что они разработали открытый город, но хотели, чтобы повествование было на одном уровне. По словам Криса, игра была описана как «повествовательная песочница», в которой каждый выбор имеет «подлинные» последствия. После того, как игроки сделают определённый выбор, игровое пространство должно было измениться. История игры отличается более серьёзным тоном, по сравнению с первой частью. Чтобы сделать мир правдоподобным и аутентичным, команда также черпала вдохновение из реальных проблем и политических идеологий и была вынуждена отказаться от идей геймплея, которые считались слишком нереалистичными. Команда хотела, чтобы при каждом прохождении игроки теряли «не менее 25 процентов игрового контента».
История фокусируется на новых, современных «тёмных веках европейской истории», что позволяет истории передавать такие темы, как предательство, неверность и интриги. Команда была уверена в игровом процессе игры, хотя и чувствовала, что им нужна дополнительная помощь при разработке повествования игры. Поэтому команда обратилась к Крису Авелонну, а также писателям, которые работали над «Ведьмаком 3: Дикая охота», игрой, которую широко хвалили за её написание и сюжет. Повествовательный дизайн также побуждает игроков заботиться о неигровых персонажах и побуждает игроков быть более чувствительными к их присутствию и потребностям. Зомби, вместо того чтобы быть главным врагом, как в прошлой игре, становятся второстепенными повествовательными персонажами, которые оказывают давление на других персонажей, чтобы вызвать интересную драму. В игре больше враждебных человеческих врагов по сравнению с первой игрой, так как команда была вдохновлена такими произведениями, как «Ходячие мертвецы» и «Игра престолов», в котором живые люди одинаково опасны. Команда разработала жизненный цикл для зомби в игре. Недавно укушенных зомби называют вирусными, которые, несмотря на то, что являются опасными врагами, всё ещё имеют человеческий характер. Затем они становятся Кусачими, которых описывают как «обычных зомби». Когда Кусачие подвергаются воздействию ультрафиолетового света в течение длительного периода времени, они превращаются в «дегенератов», которые являются вырождающимися зомби с отваливающейся от них плотью.
Из-за обвинений в сексуальных домогательствах, выдвинутых против Криса Авеллона в июне 2020 года, Techland и Авеллон договорились прекратить его участие в Dying Light 2. С тех пор он подал иск о клевете и категорически отрицал любые сексуальные домогательства, называя обвинения злонамеренными и ложными.

## Саундтрек
Над саундтреком игры работал французский композитор Оливье Деривьер, исполнил London Contemporary Orchestra. В исполнении участвовали Оливье Деривьер (электрогусли), Джани Казеротто (гитара), Эрик-Мария Кутюрье (виолончель). Альбом был записан на студии Эбби-Роуд и выпущен в стриминговых сервисах: Apple Music, Spotify, Deezer, YouTube Music и Яндекс Музыке.
Бонусные треки в альбомы на стриминговых сервисах не вошли и доступны только для покупки в музыкальных интернет-магазинах.
| №                   | Название                      | Длительность |
| ------------------- | ----------------------------- | ------------ |
| 1.                  | «Run, Jump, Fight»            | 4:08         |
| 2.                  | «There Is Hope»               | 2:30         |
| 3.                  | «The Good Doctor»             | 2:24         |
| 4.                  | «It Begins»                   | 1:20         |
| 5.                  | «Rushing»                     | 3:06         |
| 6.                  | «The Survivors»               | 1:19         |
| 7.                  | «The Peace Keepers»           | 1:28         |
| 8.                  | «We Are Citizens»             | 2:57         |
| 9.                  | «Empowering Yourself»         | 3:23         |
| 10.                 | «The Bound»                   | 2:28         |
| 11.                 | «Choice and Consequences»     | 1:57         |
| 12.                 | «Wandering In The Wastelands» | 4:45         |
| 13.                 | «A Cursed Medicine»           | 3:05         |
| 14.                 | «The Last Parkour»            | 3:05         |
| 15.                 | «Monsters We»                 | 3:20         |
| 16.                 | «Start»                       | 2:41         |
| 17.                 | «The Renegades»               | 2:36         |
| 18.                 | «The Night Runners»           | 2:57         |
| 19.                 | «Up The Tower»                | 2:34         |
| 20.                 | «Urgency»                     | 2:12         |
| 21.                 | «Be At Peace»                 | 2:21         |
| 22.                 | «Inside Their Lair»           | 2:53         |
| 23.                 | «Mia»                         | 2:41         |
| 24.                 | «The Mark»                    | 2:30         |
| 25.                 | «Breath Of The City»          | 3:53         |
| 26.                 | «Up The Windmill»             | 2:24         |
| 27.                 | «The Joy Of Parkour»          | 3:30         |
| 28.                 | «Big Boy»                     | 1:45         |
| 29.                 | «Surrounded By Infected»      | 3:02         |
| 30.                 | «The Warmongers»              | 1:23         |
| 31.                 | «The Mission»                 | 2:14         |
| 32.                 | «Aiden»                       | 2:32         |
| 33.                 | «New Beginnings»              | 3:01         |
| Общая длительность: | Общая длительность:           | 1:28:39      |

| №                   | Название            | Длительность |
| ------------------- | ------------------- | ------------ |
| 34.                 | «The Last Party»    | 1:47         |
| 35.                 | «The Cable Guy»     | 3:46         |
| 36.                 | «The Night Chase»   | 2:51         |
| 37.                 | «No Fear»           | 2:26         |
| 38.                 | «Before The Storm»  | 1:43         |
| Общая длительность: | Общая длительность: | 1:41:12      |

## Выпуск
Игра была анонсирована Крисом Авеллоном на E3 2018 во время пресс-конференции Xbox под названием Dying Light 2. 30 мая 2019 года было объявлено, что издателем игры на территории Америки будет выступать компания Square Enix. 20 января 2020 года Techland объявила, что выпуск игры будет отложен, чтобы дать дополнительное время команде на разработку, при этом новая дата выпуска в то время не называлась. 27 мая 2021 г. было проведено цифровое мероприятие, и была объявлена дата выпуска 7 декабря 2021 года, а в название игры был добавлен подзаголовок Stay Human. Наряду с датой выпуска, рекламный комикс с подробным описанием апокалипсиса и демонстрацией заражения, был выпущен в цифровом виде, а физический релиз состоялся в четвёртом квартале 2021 года. Позднее выпуск игры был перенесен на 4 февраля 2022 года. Комикс получил неоднозначные отзывы, с похвалой в адрес искусства и критикой в адрес сюжета и персонажей. 23 сентября 2021 года во время презентации была подтверждена облачная версия Dying Light 2 Stay Human для консоли Nintendo Switch, выпуск которой запланирован на тот же день, что и для других платформ. Эта версия игры, однако, была отложена, и Techland объявила, что она будет выпущена «в течение шести месяцев» после её первоначального запуска на других платформах.

## Критика
| Сводный рейтинг       | Сводный рейтинг                       |
| Агрегатор             | Оценка                                |
| --------------------- | ------------------------------------- |
| Metacritic            | (PC) 77/100 (PS5) 76/100 (XSX) 76/100 |
| Иноязычные издания    |                                       |
| Издание               | Оценка                                |
| Destructoid           | 7,5/10                                |
| Edge                  | 7/10                                  |
| EGM                   | [ 28 ]                                |
| Game Informer         | 9,5/10                                |
| GameRevolution        | 6,5/10                                |
| GamesRadar+           | [ 31 ]                                |
| Hardcore Gamer        | 3,5/5                                 |
| IGN                   | 7/10                                  |
| PCGamesN              | 6/10                                  |
| PC Gamer (US)         | 84/100                                |
| Push Square           | [ 36 ]                                |
| Shacknews             | 7/10                                  |
| VG247                 | [ 38 ]                                |
| VideoGamer            | 7/10                                  |
| Русскоязычные издания |                                       |
| Издание               | Оценка                                |
| 3DNews                | 8/10                                  |
| GoHa.Ru               | 8/10                                  |
| PlayGround.ru         | 7/10                                  |
| StopGame.ru           | «Похвально»                           |
| «Игромания»           | «Достойно»                            |
| «Игры Mail.ru»        | 8,5/10                                |
| «Канобу»              | 7/10                                  |

Dying Light 2 Stay Human получил «в целом благоприятные» отзывы, согласно агрегатору отзывов Metacritic. Dying Light 2 Stay Human была высоко оценена критиками, как зарубежными, так и русскоязычными. Почти все игровые издания похвалили игру за интересный геймплей, особенно положительно отозвавшись о системе паркура. В качестве недостатков, в основном, были затронуты немногочисленные баги и плохой сюжет.

### Иноязычные издания
Kotaku похвалил систему паркура, написав, что она существенно расширила свою предшественницу: «В Dying Light 2 кажется, Techland осознала, как движение первой игры выделяло её из множества других игр про зомби, и сосредоточилась на её дальнейшем развитии. Конечным результатом стала одна из лучших систем паркура, которую я когда-либо видел в играх». Ars Technica раскритиковала сюжет, особенно озвучку и текст: «Озвучка DL2, пожалуй, худшая из тех, что я слышал в видеоигре такого масштаба… И она прикована к сценарию, состоящему из неуклюже переведённых фраз, наряду с массовыми скачками в логике и стратегии военного времени». Критикуя повествовательный диалог, насыщенный экспозицией, Polygon наслаждался рукопашным боем, говоря, что «Благодаря разумно сбалансированному измерителю усталости, управляющим атаками и движениям, Dying Light 2 заставляет меня думать и использовать все доступные мне тактики, особенно в бою с боссами». Eurogamer понравилось, как открытый мир интегрировался в игровой процесс паркура: «Паркур от первого лица просто великолепен, его интеграция в огромный, плотный открытый мир просто поразительна, а процесс перехода из пункта А в пункт Б доставляет абсолютный кайф». Rock, Paper, Shotgun считает, что изменения в ночное время сделали его менее опасным и более рутинным: «Приходя ночью, вы просто избегаете орды, придерживаясь крыш … Интерьеры — это простые стелс-секции со слишком очевидными путями, чтобы пробраться через спящих … Конечным результатом является то, что большую часть игры вы проводите в направлении наименее интересного места в любой момент времени».

### Русскоязычные издания
Игромания поставила игре оценку «достойно» и похвалило игру за нелинейность, атмосферу, систему паркура и звуковое сопровождение, назвав в качестве минусов сюжет игры, который «ломится от сценарных филлеров. Каждое важное действие обязательно разбивается на десять мелких», программные ошибки и медленный темп игры в некоторых моментах. PlayGround.ru дало игре оценку 7/10, назвав продолжение «однозначно, лучшим зомби-экшеном с паркуром», похвалив возросшую систему паркура, отказ от огнестрельного оружия в угоду ближнего боя, локализацию, персонажей и «безграничный потенциал для развития кооперативно режима». В качестве недостатков указывалась плохая оптимизация, визуальная стилизация, система крюка, интеллект врагов и малое значение решений игрока на сюжет. 3DNews поставило игре оценку 8/10, назвав её «песочницей пилигрима», в качестве достоинств выразив восхищение захватывающей историей, боевой системой, механикой паркура и открытым миром. Из недостатков, были выделены небольшие баги и кульминация сюжета. Канобу поставило оценку 7/10, назвав сюжет «катастрофой» с плохим повествованием, назвав в качестве основного и единственного достоинства «весёлый и динамичный геймплей». StopGame.ru поставили игре оценку «похвально», назвав продолжение «почти идеальным», выразив восторг геймплеем и раскритиковав повествование сюжета.